# IK Ymer
IK Ymer, idrottsklubb i Borås. Klubben bildades 1917 och man tränade från början fotboll. Idag har klubben sektioner inom följande sporter: friidrott, discgolf, volleyboll, boxning, cykling, orientering, skidor, bowling, boule och motion. Totalt har klubben omkring 1 400 medlemmar (2002).
Tidigare har Ymer haft handboll på programmet. Sektionen var framgångsrik och har vunnit SM-guld på damsidan.
Många av sektionerna tränar med utgångspunkt från Ymergården. Alldeles bredvid ligger Borås skidstadion som är väldigt populärt bland skidåkare på vintern.
Knalleleden är en 54 kilometer lång vandringsled med början i Hindås och mål vid Ymergården (med tillgång till dusch).

## Största meriter
- Thure Ahlqvist, silvermedalj i boxning, Olympiska sommarspelen 1932 i Los Angeles
- Harry Snell, Världsmästare på cykel 1948
- Många SM-segrar